# 丹阳北站
丹阳北站是一个位于中国江苏省镇江市丹阳市的高速铁路车站，属于京沪高速铁路，离城区大约10千米，与丹阳站是同城车站。丹阳北站原先并不在京沪高速铁路的规划车站中，但由于丹阳本地市民和当地政府的争取，使得铁道部于2008年同意了丹阳北站的建站申请，车站于2009年11月开工建设，2011年6月30日建成投运。

## 概况
2006年铁道部在京沪高速铁路立项规划时，将丹阳北站为预留站而设。这令丹阳市民十分失望，并在网络上发起行动要求设立京沪高铁丹阳站，有网友甚至呼吁即使自己出钱也要建设丹阳北站。随后丹阳当地政府通过镇江市向江苏省和铁道部申请建设京沪高铁丹阳站，铁道部于2008年年底批准了建站申请，并于2009年6月29日批准站房的初步设计，丹阳北站最终于2009年11月5日开工建设。
但由于车站接驳不便，导致丹阳北站客流一直不高，停靠的车次亦不多。因此，不少丹阳市民反而选择通过坐车至镇江南站乘降或由丹阳站乘坐沪宁城际铁路列车至南京南站换乘。丹阳站平均每日发送旅客1000多人次，接发列车20余列；较稀少的客流导致站前马路农忙时节甚至变成了周边村民的晒谷场。

## 车站结构
丹阳北站站房建筑面积为5978平方米。站房综合楼为一层建筑，局部两层，为线侧下式站房。

### 站线配置
丹阳北站站台设在车站二层，有自动扶梯和升降电梯连接进出站通道。丹阳北站设有两座侧式站台，宽8米，长450米；其中1号站台供京沪高速铁路上行列车停靠，2号站台供下行列车停靠，中间设有两条通过线。
| 地上二楼 | 侧式站台 | 侧式站台                                                                         |
| 地上二楼 | 2站台    | 京沪高速铁路 往上海虹桥方向（常州北）                                            |
| 地上二楼 | 通过线   | 京沪高速铁路下行列车通过线                                                       |
| 地上二楼 | 通过线   | 京沪高速铁路上行列车通过线                                                       |
| 地上二楼 | 1站台    | 京沪高速铁路 往北京南方向（镇江南）                                              |
| 地上二楼 | 侧式站台 |                                                                                  |
| 地上一楼 | 候车室   | 售票处、自动售票机、验票闸门、等候区 出入口、服务台、接送区、商店 洗手间、育婴室 |
| 地面     | 联外区   | 停车场、公交、出租车排班区、接送区                                               |

## 接驳交通

### 公交
- 丹阳9路
- 丹阳10路